# The Spirit of Christmas
Esta sección trata de los cortos creados por Trey Parker y Matt Stone. Véase The Christmas Spirit para el álbum de Johnny Cash.
The Spirit of Christmas es el título de dos cortos diferentes de animación creados por Trey Parker y Matt Stone. Dichos cortos son el preludio de la serie de televisión animada South Park. Ambas películas se diferencian como Jesús vs. Frosty (1992) y Jesús vs. Santa (1995).

## Jesús vs. Frosty
En 1992, Trey Parker y Matt Stone, por aquel entonces estudiantes de la Universidad de Colorado, crearon Jesus vs. Frosty. Parker y Stone animaron la película usando solamente recortes de papel acetato, y una vieja cámara de 8mm, lanzándola en 8 de diciembre de 1992. La película trataba sobre cuatro niños muy similares a los protagonistas de South Park, incluido un personaje parecido a Cartman pero llamado "Kenny", un chico cubierto completamente con un abrigo parecido a Kenny, y otros dos chicos más similares a Stan y Kyle.
La historia nos cuenta como cuatro niños construyen un muñeco de nieve llamado Frosty, y cuando le colocan un sombrero en la cabeza este cobra vida. Desafortunadamente, Frosty se vuelve malo y peligroso, brotándole numerosos tentáculos y matando a Kenny. Esto conlleva a que uno de los niños diga: "¡Oh Dios mío! ¡Frosty ha matado a Kenny!" Los chicos piden ayuda a Santa Claus, sin embargo se trata de Frosty disfrazado de él, y asesina a otro niño con el mismo nombre del primer Kenny. Los dos chicos restantes huyen, y se topan con una representación navideña de Jesucristo, quien se enfrenta al muñeco de nieve y lo derrota con su aureola mágica. Después de esto, uno de los niños dice: "Sabes?, Hoy he aprendido algo." Los dos chicos descubren el verdadero significado de la Navidad: los regalos. Y acuden a casa para buscar donde guardan sus regalos sus padres.

## Jesús vs. Santa
En 1995, el ejecutivo de la Fox, Brian Graden ve la película de Jesus vs. Frosty y les entrega a Stone y Parker 2.000 dólares para que creen otro corto de Navidad. En su regreso, el dúo creó Jesus vs. Santa. Esta versión de The Spirit of Christmas tenía una animación mucho más similar a la actual serie South Park, así como una versión más caracterizadas de Stan, Kyle, Cartman y Kenny (cada cual con su nombre) viviendo en South Park. También se creó un cameo mudo de Wendy Testaburger como una niña sentada en el regazo de Santa Claus. Esta película estabiliza a los personajes que más tarde serían usados en South Park, y también contiene elementos que son usados en la serie, como por ejemplo que Kyle es Judío, y que el cadáver de Kenny es devorado por ratas. La película contó con un presupuesto de 750 dólares, Parker y Stone depositaron el resto de su comisión.
La historia discrepa considerablemente de Jesus vs. Frosty. Comienza con 4 niños cantando "Que tengas felices fiestas", cuando Stan interrumpe para decirle a Kyle que él debería cantar canciones de Hanukkah, porque "¡los judíos no celebran la navidad!" Cartman insulta la canción "Tengo un pequeño Dreidel" Kyle comienza a cantarla, y se ponen a discutir. Pero son interrumpidos cuando Jesús repentinamente preguntándoles dónde se encuentra el Centro Comercial, donde buscan a Santa Claus. Piensan que Jesus está enfadado con "Kringle", porque, Santa Claus disminuye la popularidad y el recuerdo del cumpleaños de Jesucristo con sus regalos. Santa, insiste en que la Navidad es para regalar, y no solamente para recordar el cumpleaños de Jesús, reclamándole que han de acabar con ello y que ambos podrían unirse en uno sólo. Ellos luchan entre sí al más puro estilo de Mortal Kombat, matando accidentalmente a varios civiles (incluyendo a Kenny). Mientras Jesús lucha con Santa, y cada uno le pregunta a los chicos. Stan duda, y se pregunta: "¿Qué haría Brian Boitano?" (este chiste aparecería más tarde en la película de South Park: Más grande, más largo y sin cortes a través de la canción "¿Qué haría Brian Boitano?"). La figura del patinador milagroso aparece y recita un discurso que dice que las navidades son buenas para todo el mundo. Los chicos trasmiten el mensaje a los luchadores, quienes avergonzados se disculpan con todo el mundo. Le dan las gracias a los chicos por ayudarles y deciden enterrar su hacha de guerra. Al igual que en Jesus vs. Frosty, los chicos vuelven a descubrir el verdadero significado de la Navidad: regalos. Kyle comenta que si eres judío, recibes regalos durante ocho días. Los otros deciden convertirse en judíos, mientras que las ratas devoran el cadáver de Kenny, la escena termina con la canción de Dreidel.
Inicialmente Graden distribuye el video a 80 amigos en 1 de diciembre de 1995, se comenta que uno de ellos era George Clooney. Brian Boitano acaba tenían éxito, y fue vitoreado por su descripción. Después de meses circulando a través de Internet, la película capta la atención de la cadena de televisión por cable Comedy Central. La pareja contrata a los creadores de South Park, que debutaría en Estados Unidos el 13 de agosto de 1997.
En 1997, Jesus vs. Santa recibe un premio de Los Angeles Film Critics Association como mejor animación.
Spirit of Christmas: Jesus vs. Santa puede encontrarse en el DVD South Park The Hits: Volume 1. Se puede ver también una pequeña escena al comienzo de cada episodio de South Park.
Jesús vs. Santa se incluyó también en formato AVI en Tiger Woods '99 para PlayStation. El video era accesible desde el videojuego a través de un PC. A causa de ello, el juego fue retirado en enero de 1999 por Electronic Arts.  Archivado el 15 de febrero de 2009 en Wayback Machine.

## Muerte de Kenny
- En Jesus vs. Frosty: El chico llamado Kenny 1, es agarrado por los tentáculos de Frosty y lanzado a distancia. Es triturado en el suelo y muere instantáneamente, el personaje parecido a Kyle dice la famosa frase "Dios mío han matado a Kenny". Más tarde el chico que se parecía a Kenny muere de la misma manera que Kenny 1.
- En Jesus vs. Santa: Kenny es decapitado por Santa, causando que su cabeza golpee en una estatua de Orgasmo que se derrumba, aplastando a algunos niños. Kyle recita su famosa frase. Y al terminar la película, el cadáver de Kenny es comido por las ratas.